# 만단
만단(漫談)은 초대 오쓰지 시로가 명명한 것으로 알려진 다이쇼 시대에 창설된 엔게이다. 원래는 유성 영화가 주류가 되었기 때문에 실업한 무성 영화의 활동변사가 숙련된 화술을 살려 요세의 무대 등의 출연한 것을 발단으로 한다.
기본적으로는 만단가라고 불리는 사람이 서서 말을 하는 것으로, 세간 이야기로 시작해 세상 비판 등을 하기도 한다. 물건 흉내 (성대 모사·형태 모사)도 만단에 포함되는 경우가 많다.